# Polyrhachis conops
Polyrhachis conops é uma espécie de formiga do gênero Polyrhachis, pertencente à subfamília Formicinae.